# Röd astrakan

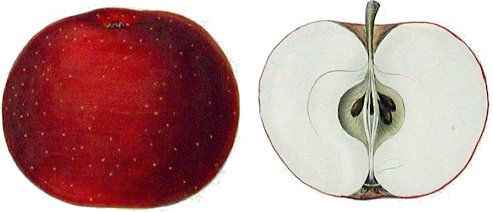
Röd astrakan.

Röd astrakan är en äppelsort med okänt ursprung. Äpplet har funnits i Sverige sedan 1700-talet och spreds till andra länder under 1800-talet. Äpplet har varit populärt i USA. Gulgrön grundfärg och röd täckfärg på nästan hela äpplet. Rost i stjälkhåla, kärlsträngar saknas. Medelstort äpple med ljusgrå till ljusgröna skalpunkter. Äpplet har fett skal. Mognar i september och har kort hållbarhet. Röd astrakan odlas i zon 1-4 (5).

Röd astrakan (litografi av målning av Henriette Sjöberg (1842–1915)).